# Andreas Bechdolf
Andreas Bechdolf (* 1967) ist ein deutscher Psychiater, Psychotherapeut und Gesundheitsökonom. Er ist als  Chefarzt und Professor für Psychiatrie und Psychotherapie in Berlin tätig.

## Leben und Wirken
Bechdolf studierte von 1987 bis 1994 Humanmedizin an der RWTH Aachen und an der Freien Universität Berlin. 1996 wurde er in Aachen zum Doktor der Medizin promoviert. Es folgten Weiterbildungen zum Facharzt für Psychiatrie und Psychotherapie (2001) und der Zusatzqualifikation Psychotherapie (2003). Von 2002 bis 2007 war Bechdolf als Oberarzt in der Klinik für Psychiatrie und Psychotherapie am Universitätsklinikum Köln tätig. In dieser Zeit absolvierte er von 2005 bis 2007 das Studium „Gesundheitsökonomie und Krankenhausmanagement“ an der Katholische Hochschule Nordrhein-Westfalen in Köln. Von 2007 bis 2008 setzte er seine oberärtzliche Tätigkeit als Stipendiat der Deutschen Forschungsgemeinschaft  bei ORYGEN Youth Health in Melbourne (Australien) fort.
Mit der Arbeit „Kognitive Verhaltenstherapie bei Personen mit erhöhtem Psychoserisiko im psychosefernen Prodrom – ein Beitrag zur Prävention schizophrener Störungen“ habilitierte sich Bechdolf im Jahr 2007 an der Universität zu Köln. Im selben Jahr erfolgte die Ernennung zum Associate professor der Universität Melbourne. Im Anschluss daran war er von 2008 bis 2012 leitender Oberarzt in der Klinik für Psychiatrie und Psychotherapie der Uniklinik Köln. Die Ernennung zum Professor der Uniklinik Köln folgte 2012. Seit 2012 ist er Chefarzt der Kliniken für Psychiatrie, Psychotherapie und Psychosomatik des Vivantes Klinikum Am Urban und des Vivantes Klinikum im Friedrichshain, beide Akademische Lehrkrankenhäuser der Charité-Universitätsmedizin.
Bechdolf ist seit 2023 Professor an der Charité-Universitätsmedizin Berlin und hat einen Lehrauftrag an der Klinik für Psychiatrie und Psychotherapie am Universitätsklinikum Köln. Er ist Autor zahlreicher Publikationen in der (frühen) Behandlung von schweren psychischen Erkrankungen und innovativen Behandlungsformen wie z. B. der Behandlung zuhause (Home-Treatment). 
Bechdolf ist Mitglied zahlreicher Fachgesellschaften, so zum Beispiel des geschäftsführenden Ausschusses des Arbeitskreises der ChefärzteInnen der Kliniken für Psychiatrie und Psychotherapie an Allgemeinkrankenhäusern (ackpa) und Medical Board Sprecher für Psychiatrie, Psychotherapie und Psychosomatik des kommunalen Klinikkonzerns Vivantes Berlin. Er ist Vorstandsmitglied der Deutschen Gesellschaft für Psychiatrie und Psychotherapie, Psychosomatik und Nervenheilkunde e. V. (DGPPN), des Dachverbands Deutschsprachiger PsychosenPsychotherapie (DDPP) und Gründungsmitglied der Deutschen Gesellschaft für Psychoedukation (DGPE).

## Medizinische Schwerpunkte
Bechdolfs Engagement gilt insbesondere der Verbesserung der psychiatrisch-psychotherapeutischen Versorgung (integriert und bedürfnisorientiert). Dazu zählen u. a. Früherkennung- & Frühintervention schwerer psychischer Erkrankungen, stationsersetzende Behandlung (Home-Treatment), Minderung von Gewalt und Konflikten auf Akutstationen (Safewards) sowie Unterstützung bei berufs- und ausbildungsbezogenen Bedarfen während der klinischen Behandlung (Individual Placement and Support).

## Auszeichnungen (Auswahl)
- 2008: Gerd Huber Preis für die Prävention von Psychosen[1]
- 2008: Independent Investigator Award – National Alliance for the Research of Schizophrenia and Depression[1]
- 2011: Psychotherapiepreis der Deutschen Gesellschaft für Psychiatrie, Psychotherapie und Nervenheilkunde[1]
- 2011: Innovationspreis der KKH-Allianzversicherung[1]
- 2019: Pflegepreis der DGPPN für die Einführung und Evaluation von Safewards: Teamintervention zur Erhöhung der Partizipation und Reduktion von Zwang[1]

## Publikationen (Auswahl)
- Selbstwahrnehmbare Vulnerabilität, Frühsymptome und Bewältigungsreaktionen bei affektiven Psychosen. Dissertation, RWTH Aachen, 1996.
- als Hrsg. mit Georg Juckel: Psychoedukation bei Personen mit erhöhtem Psychoserisiko. Schattauer, Stuttgart/New York 2006, ISBN 978-3-608-42475-1.
- mit Verena Veith, Jörn Güttgemanns, Sonja Gross: Kognitive Verhaltenstherapie bei Personen mit erhöhtem Psychoserisiko. Ein Behandlungsmanual. Huber, Bern 2010, ISBN 978-3-456-84853-2.
- mit Heinz Häfner, Joachim Klosterkötter, Kurt Maurer: Psychosen. Früherkennung und Frühintervention. Der Praxisleitfaden. Schattauer, Stuttgart 2012, ISBN 978-3-7945-2704-5.
- als Hrsg. mit Stefan Weinmann, Nils Greve: Psychiatrische Krisenintervention zu Hause. Das Praxisbuch zu StäB & Co. Psychiatrie Verlag, Köln 2021, ISBN 978-3-96605-050-0.
- mit Karolina Leopold, Anja Lehmann, Eva Burkhardt: Junge Menschen mit Psychosen begleiten. Das Praxisbuch zum FRITZ. Psychiatrie Verlag, Köln 2022, ISBN 978-3-96605-114-9.